# Tyrrell 021
A Tyrrell 021 egy Formula–1-es versenyautó, amit a Tyrrell Racing versenyeztetett az 1993-as Formula–1 világbajnokság során. Az autót Mike Coughlan tervezte, pilótái a japán Katajama Ukjó és az olasz Andrea De Cesaris voltak.

## Áttekintés
Az idényt nem ezzel az autóval, hanem a 020-as modell C-változatával kezdték meg, a 021-es a brit nagydíjon debütált. Elődjéhez képest változás a nagyobb tengelytáv, illetve hogy Yamaha-motor került bele, amit a Judd tartott karban..
A brit futamon De Cesaris kapta meg az új autót, aki azonban több mint hat másodpercet kapott a pole pozíciós Alain Prost-tól, így a versenyre nem is kvalifikálták. Németországban már mindkét versenyzőjük az új autót használta, ám itt sem volt sokkal jobb a helyzet: az időmérős teljesítmény csapnivaló volt, a futamon Katajama váltóhiba, De Cesaris pedig defekt miatt esett ki. A magyar nagydíjon mindketten célba értek, igaz, négykörös hátrányban. A gyenge teljesítmény a továbbiakban is jellemző volt a csapatra, a 021-es legjobb eredménye az volt, amikor Katajama a hazai japán nagydíjon a 13. helyre kvalifikált vele. Végül aztán ezen a futamon sem sikerült jó eredményt elérniük. Szezon közben a tervező Mike Coughlan távozott a csapattól, a helyére visszaérkezett Harvey Postlethwaite.
A Tyrrell az 1993-as idényt a tizenharmadik, utolsó helyen zárta a konstruktőri bajnokságban, gyűjtött pont nélkül, ami a csapat fennállása során még sohasem történt meg.

## Eredmények
(félkövérrel jelölve a pole pozíció; dőlt betűvel a leggyorsabb kör)
| Év   | Csapat  | Motor            | Gumik | Pilóták           | 1   | 2   | 3   | 4   | 5   | 6   | 7   | 8   | 9   | 10  | 11  | 12  | 13  | 14  | 15  | 16  | Pontok | Helyezés |
| ---- | ------- | ---------------- | ----- | ----------------- | --- | --- | --- | --- | --- | --- | --- | --- | --- | --- | --- | --- | --- | --- | --- | --- | ------ | -------- |
| 1993 | Tyrrell | Yamaha OX10A V10 | G     |                   | RSA | BRA | EUR | SMR | ESP | MON | CAN | FRA | GBR | GER | HUN | BEL | ITA | POR | JPN | AUS | 0      | -        |
| 1993 | Tyrrell | Yamaha OX10A V10 | G     | Katajama Ukjó     |     |     |     |     |     |     |     |     |     | KI  | 10  | 15  | 14  | KI  | KI  | KI  | 0      | -        |
| 1993 | Tyrrell | Yamaha OX10A V10 | G     | Andrea de Cesaris |     |     |     |     |     |     |     |     | NK  | KI  | 11  | KI  | 13  | 12  | KI  | 13  | 0      | -        |

## Fordítás
Ez a szócikk részben vagy egészben  a   Tyrrell 021 című francia Wikipédia-szócikk ezen változatának fordításán alapul.  Az eredeti cikk szerkesztőit annak laptörténete sorolja fel. Ez a jelzés csupán a megfogalmazás eredetét és a szerzői jogokat jelzi, nem szolgál a cikkben szereplő információk forrásmegjelöléseként.